# Biroll
En biroll är en mindre betydande roll i en bok, en teaterpjäs, en film eller en TV-serie.
Birollen fungerar som ett komplement till huvudrollen. Den kan användas för att interagera med huvudrollen och andra biroller, även i syfte att skapa kontraster och exempelvis framhäva huvudpersonens personlighet eller egenskaper, exempelvis via dialog.
En statist kan också ses som en biroll, men figurerar vanligtvis i bakgrunden och saknar ofta repliker.
Inom den engelskspråkiga filmterminologin finns ordet bit part. Detta syftar på en mycket begränsad birollsinsats, ofta med en talad interaktion om högst fem repliker med  någon eller några av huvudrollerna. På svenska finns ordet småroll, vilket mer allmänt syftar på en mindre viktig eller obetydlig roll (det vill säga ofta samma sak som biroll).